# Бисерово (Ярославский район)
Бисерово — деревня в Ярославском районе Ярославской области России. Входит в состав сельского поселения «Кузнечихинское».

## География
Находится у реки Соньга.

## История
До 1777 года деревня входила в состав Городского стана Ярославского уезда. В 1678 году в ней было 8 жилых крестьянских дворов, в которых проживали 30 человек мужского пола. В то время деревня принадлежала боярину князю Фёдору Фёдоровичу Куракину.
С 1777 года — в составе Ярославского уезда Ярославского наместничества, затем Ярославской губернии.
Бисерово вошло в состав Кузнечихинского сельского поселения с момента его образования 1 января 2005 года в соответствии с законом Ярославской области № 65-з от 21 декабря 2004 года «О наименованиях, границах и статусе муниципальных образований Ярославской области».

## Население
| 2007 | 2010 |
| ---- | ---- |
| 7    | ↘5   |

### Историческая численность населения
По состоянию на 1989 год в деревне проживало 13 человек.

## Инфраструктура
Развито сельское хозяйство.

## Транспорт
Проходят просёлочные автодороги.